# 格涅拉洛夫斯基农村居民点
格涅拉洛夫斯基农村居民点（俄语：Генераловское сельское поселение）是俄罗斯联邦伏尔加格勒州科捷利尼科沃区所属的一个农村居民点。其下辖有3个居民点，行政中心为格涅拉洛夫斯基。据2016年统计，该农村居民点的人口为1304人。